# Higashiyoshino
Higashiyoshino (東吉野村, Higashiyoshino-mura) est un village situé dans le district de Yoshino (préfecture de Nara) au Japon. Les monts Takami, Azami et Kumini se trouvent en partie sur son territoire.

## Géographie

### Situation
Higashiyoshino est un village situé sur l'île de Honshū, au Japon, dans l'est de la préfecture de Nara, environ 55 km au sud-est d'Osaka. Il s'étend sur 15 km d'ouest en est, et sur 14,9 km du sud au nord.

### Démographie
Au recensement national de 2015, la population de Higashiyoshino s'élevait à 1 745 habitants (13 hab./km2), répartis sur une superficie de 131,65 km2.